# 野手選択
野手選択（やしゅせんたく）とは、野球の記録上の用語である。野選（やせん）と略す。英語ではFielder's choice（略記: FC / Fc）といい、公認野球規則ではフィールダースチョイスと表記される。一般にはフィルダースチョイスの表記も広く用いられる。

## 概要
野手選択に関しては公認野球規則「本規則における用語の定義」（28）で定義されている。
1. フェアのゴロを扱った野手が、打者走者を一塁でアウトにする代わりに、前を走る走者をアウトにしようとして、他の塁に送球する行為
2. 安打を打った打者が、野手が前を走る走者をアウトにしようとして他の塁へ送球する間に、余分に進塁した場合
3. 走者が、盗塁や失策（エラー）によらずに、自分以外の走者をアウトにしようとして野手が他の塁へ送球する間に、余分に進塁した場合
4. 盗塁に対して守備側が無関心のために何も守備を行わないために、走者が進塁した場合

※1.は野手の行為そのものを指す。
※2.から4.の場合は、打者走者または走者の進塁を、記録上の用語として「野手選択による進塁」という。
※4.については、日本では長らくこの規則を適用せず盗塁を記録してきたが、2008年1月10日、プロ・アマ合同の日本野球規則委員会で、プロに限り米国・韓国・台湾などと同様、公認野球規則に従って野手選択とすることを決め、1月28日に正式発表された。同年4月2日の東北楽天ゴールデンイーグルス対千葉ロッテマリーンズ2回戦の9回表一死、4点差の場面で竹原直隆が二塁進塁をしたときに盗塁が記録されなかったのが、初適用となった（盗塁の項目も参照）。

### 一般的な用法
前述した公認野球規則における野手選択の定義とは別に、1.のケースで走者をアウトにできなかった場合の打撃結果を指して「野手選択」と表現することがある（後述）。1.の行為で走者をアウトにすれば「送球アウト」や「フォースアウト」、2.や3.の場合は「送球間の進塁」や「内野ゴロの間の進塁」、4.の場合は「守備側の無関心」などと呼ぶ場合が多い。エラーが技術的なミスであれば、野手選択（フィルダースチョイス）は思考判断的なミスともいえる。

## 具体例

### 1.の例
走者一塁で、打者は三塁手の前にゴロを打ち、三塁手は一塁走者をフォースアウトにしようと思い二塁に送球した。この場合、一塁走者をフォースアウトにできたかどうかに関わらず、三塁手の二塁への送球は野手選択である。加えて、
- (1) 二塁がアウトになった場合、三塁手には補殺、打者には打数が記録される。
- (2) 三塁手は正確な送球を行ったものの一塁走者をアウトにできず、かつ二塁に送球せず一塁に送球していれば打者走者をアウトにできていたと記録員が判断した場合も、打者には打数が記録される。
- (3) 三塁手は正確な送球を行ったものの一塁走者をアウトにできず、かつ二塁に送球せず一塁に送球していても打者走者をアウトにできていなかったと記録員が判断した場合は、打者には打数と安打が記録される。
- (4) 三塁手の送球が悪送球となった場合で、三塁手が正確に送球していれば一塁走者をアウトにできていたと記録員が判断した場合は、三塁手には失策、打者には打数が記録される。ただし、三塁手の送球が正確であっても一塁走者をアウトにはできなかったと判断された場合は失策は記録されず、三塁手が二塁に送球せず一塁に送球していれば打者走者はアウトと記録員が判断した場合は(2)と同じ、アウトでないと記録員が判断した場合は(3)と同じになる。

しかしながら、一般にメディアで「野手選択（フィルダースチョイス）」と呼称されるのは上記の(2)のような「安打や失策によらずに、打者を含む走者がすべて塁に生きたケース」のみである。日本では、打者の打撃の結果守備側がアウトを取れなかった場合などに、記録員の判断に基づき、打者の出塁について安打（H）・失策（E）・野手選択（Fc）のいずれか（場合によっては複数）が野球場のスコアボードに表示される。このとき、「Fc」の表示になるのは(2)のようなケースのみである。そのため、(2)のようなケースのみを指して「野手選択による出塁」と表現されることが多い。(2)のようなケースで、打者の打撃成績としてテレビや新聞、雑誌等で「野選」、「三塁野選」などの表記がとられることも多いが、打撃記録には「野手選択」は存在しない（上記の通り、打者には打数が記録される）。
なお、打者が犠牲バントを試みていた場合、(2)のケースでは打数を記録せず、犠打を記録する。この場合、メディアでは「記録は犠打と三塁手の野手選択」、「犠打野選」などと表現されることが多い。(4)の「ただし、」までのケースは、正確に送球されていれば一塁走者がアウトになっているため犠打は記録されない。

#### 投手の自責点
野手選択により打者走者に一塁を与えたり、打者でない走者に余分な進塁を許したりしたあと、それらの走者が得点したような場合、その野手選択が明確な野手の判断ミスであったとしても、投手の自責点となる。失策とは異なり、野手選択による進塁は自責点から除外する要因とはならない。
例えば、一死で四球により出塁した走者を一塁に置いた場面で打者が内野ゴロを打ち、内野手は一塁ならアウトにできたが間に合わない二塁に送球し、打者走者に一塁を与えた後、次打者を三振に抑えたが次々打者に本塁打を打たれたとする。この間を通じて同じ投手が任務していた場合、その投手の自責点は3である（内野ゴロを野手が失策していた場合は自責点は0である）。

#### サヨナラゲーム時の野手選択
野手選択によって一塁を得た打者には安打は記録されないが、例外として最終回または延長イニングの裏の攻撃で無死または一死、同点で三塁に走者が居る場面で、本塁に突入した走者に対して本塁送球を試みたものの、走者が生還しサヨナラゲームとなるケースがある。野手は本塁にしか送球の選択肢がなかったとされ、たとえ送球のタイミングが明らかに間に合わなかったとしても、野手選択ではなく安打が記録される。以上は、野球規則にそのようなルールが存在するわけではなく、あくまでも日本の公式記録員による慣例であり、メジャーリーグでは通常通り野手選択として記録される。

### 2. 3.の例
走者一・二塁で、打者は中堅手の前に落ちる安打を打った。二塁走者は三塁を回って本塁へ向かい、これを見た中堅手は本塁で二塁走者をアウトにできると思い、捕手へ送球した。この返球を見て、一塁走者は三塁まで、打者走者は二塁まで進むことができた。本塁への返球がなければ一塁走者は二塁どまり、打者走者は一塁どまりであったと記録員が判断した場合、本塁で二塁走者がアウトになったかどうかに関係なく、一塁走者と打者走者の進塁は記録上は野手選択による進塁であり、打者に記録される塁打は1（単打）である。

### 4.の例
守備側のチームが大きくリードしている展開で走者一・三塁のとき、一塁手は一塁から大きく離れた位置を守り、一塁走者も大きめのリードを取った。投手は一塁走者を牽制することもなく投球し、一塁走者は二塁へ進み、捕手も二塁へ送球しなかった。
なお、「守備側の無関心」は、そのときのイニング、得点差その他の状況により守備側が走者の進塁にこだわらない戦術的動機があったか、あるいは走者に盗塁が記録されるのを強く拒もうとしていなかったかなどを総合的に考慮して記録員が判断する。例えば、走者一・三塁のとき、一塁走者が二塁を奪おうとして走塁したが捕手が送球しなかった、といった場合、送球の間に三塁走者が本塁へ突入することを恐れたことが理由であると判断されれば、野手選択ではなく盗塁が記録される。しかし、守備側が大差でリードしている最終回二死などといった状況で同様のケースが発生し、三塁走者の本塁への突入を恐れていたとは言えないと記録員が判断すれば、盗塁は記録されず野手選択となる。また、「守備側が走者への無関心を貫くことによって、塁上の走者に盗塁が記録されることを阻み、守備側チームの選手の通算盗塁記録や最多盗塁のタイトルを守ろうとしている」と考えられるときも、守備側は「走者に盗塁が記録されるのを強く拒もうとしている」と判断してよい。